# فنواسکاندیا

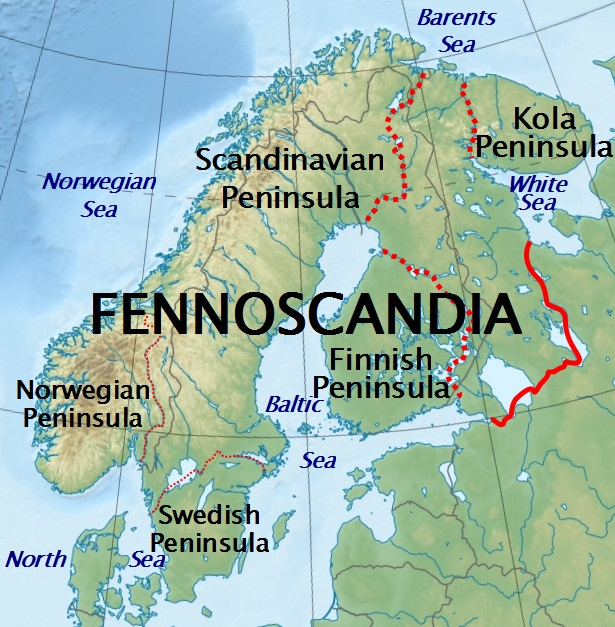
محدوده جغرافیایی فنواسکاندیا در شمال اروپا شامل نروژ، سوئد، فنلاند و بخش‌هایی از روسیه.

فنواسکاندیا (فنلاندی: Fennoskandia) یا فنواسکاندیناوی (Fenno-Scandinavia) اصطلاحی است که به محدوده جغرافیایی سرزمین‌های نوردیک شامل شبه‌جزیره اسکاندیناوی، فنلاند، کارلیا و شبه‌جزیره کولا اطلاق می‌شود. فنواسکاندیا کشورهای فنلاند، سوئد و نروژ را به‌طور کامل و نیز استان مورمانسک، بخش عمده جمهوری کارلیا و بخش‌هایی از شمال استان لنینگراد در روسیه را در بر می‌گیرد. اصطلاح فنواسکاندیا از واژه‌های لاتین Fennia (فنلاند) و Scandia (اسکاندیناوی) گرفته شده و نخستین بار در سال ۱۹۰۰ توسط
ویلهلم رامسی زمین‌شناس فنلاندی به‌کار برده شد.